# Petter Hegre
Petter Hegre (8 september 1969) is een Noors fotograaf.

## Biografie
Hegre studeerde in de Verenigde Staten. Tussen 2000 en 2006 publiceerde hij 8 boeken met foto's van naakte vrouwen. Zijn eigen vrouw, Luba Shumeyko (1982), stond model in 2003. Een ander bekend model van Hegre is het Tsjechisch model en actrice Markéta Bělonohá.

## Beknopte literatuurlijst
- My Book, 2000
- My Wife, 2000
- Luba, 2003
- Marketa, 2006

- Bibliothèque nationale de France: cb14640776r (data)
- Gemeinsame Normdatei: 123746957
- International Standard Name Identifier: 0000 0000 5887 473X
- KulturNav: e394005c-fc33-4f12-9778-6ec97532cf19
- Library of Congress Control Number: no2002017057
- MusicBrainz: 097c1f38-aa67-409f-996e-750abcf34f75
- Nationale Bibliotheek van Israël: 987007381330605171
- Nederlandse Thesaurus van Auteursnamen: 204083079
- PIC: 389619
- SNAC: w6r8048n
- Système universitaire de documentation: 11468412X
- Virtual International Authority File: 39038238
- WorldCat: E39PBJwX6KDWQj9mgrxcqhDDv3